# Phyllolabis sequoiensis
Phyllolabis sequoiensis là một loài ruồi trong họ Limoniidae. Chúng phân bố ở miền Tân bắc.